# Преследование бахаи
Бахаи подвергаются преследованиям в различных исламских странах странах, особенно в Иране, где зародилась вера Бахаи и где проживает одна из крупнейших популяций бахаи в мире. Истоки преследований проистекают из различных учений бахаи, которые несовместимы с традиционными исламом, включая пророчества Мухаммеда и размещение бахаи вне исламской религии. Таким образом, бахаи считаются исламистами отступниками от ислама.
Представители бахаи, а также Организация Объединенных Наций, Amnesty International, Европейский Союз, США и научные источники отмечают, что члены общины бахаи в Иране подвергались необоснованным арестам, незаконному тюремному заключению, избиениям, пыткам, необоснованным казням, конфискации и уничтожении собственности, принадлежащей отдельным бахаи и общине, отказу в трудоустройстве, отказу в государственных льготах, отказу в гражданских правах и свободах, а также отказу в доступе к высшему образованию. Бахаи также подвергались серьёзным преследованиям в Египте.

## Исторический контекст
Вера Бахаи была основана в 1863 году Бахауллой в Каджарской Персии (Иране). Восемьдесят девять процентов иранцев придерживаются двунадесятнической ветви шиитского ислама, основной доктриной которой является ожидаемое пришествие мессианского деятеля, известного как Аль-Каим или Имам Махди. Баб утверждал, что он Махди, и, таким образом, он имеет равный статус с Мухаммедом, а также право отменять положения исламского закона (шариата).
Бахаулла, который утверждал, что он тот, кого предсказал Баб, в 1863 году заявил о себе что он Богоявление и обещанная фигура, предсказанная в священных писаниях основных религиозных традиций прошлого, и основал то, что позже стало известно как вера Бахаи.
Что касается исторического контекста преследований, Фридрих В. Аффольтер в книге «Военные преступления, геноцид и преступления против человечества» пишет:
В трудах Бахауллы затрагиваются самые разные темы, которые бросают вызов давно лелеемым доктринам шиитского ислама. В дополнение к «еретическим» [sic] заявлениям о том, что он «проявление Бога», он предложил, чтобы школьные программы включали «западные науки», что национальные государства (мусульманские и немусульманские) должны создать мировое федеральное правительство, и что мужчины и женщины были равны. Бахаулла также писал, что в наше время священники больше не нужны для религиозного руководства. Человечество, утверждал он, достигло возраста зрелости, когда каждый человек должен самостоятельно искать Бога и истину. Эти принципы ставили под сомнение не только необходимость священства, но и всю шиитскую церковную структуру и обширную систему пожертвований, бенефиций и сборов, которые поддерживали её. Неудивительно, что в последующие десятилетия, вплоть до свержения династии Каджаров в 1925 году, именно муллы провоцировали нападения на бахаи в городах и деревнях, где клерикальный истеблишмент имел особое влияние
Вдобавок к этому, религия Баби, предшественница Веры Бахаи, не мирилась пассивно с преследованием. Фридрих В. Аффольтер пишет:
Первоначально муллы надеялись остановить распространение движения Баби, объявив его последователей отступниками и врагами Бога. Эти обвинения привели к нападениям толпы, публичным казням и пыткам ранних бабидов. Когда баби (в соответствии с принципами Корана) организовались для самозащиты, правительство ввело войска, организовав ряд сражений, которые привели к тяжелым потерям с обеих сторон. Сам Баб находился в заключении с 1846 по 1850 год и в конечном итоге был публично казнён. В августе 1852 года двое невменяемых баби попытались убить шаха в отместку за казнь Баба. Это привело к обширному погрому, в ходе которого погибло более 20 000 бабиев, среди них 400 шиитских мулл, принявших учение Баби
Другие заявляли, что баби изначально вооружились и готовились к священной войне, которая стала оборонительной, когда они столкнулись с государственными войсками в нескольких местах, и что от двух до трёх тысяч баби были убиты.
Бахаулла занял более примирительную позицию, запретив использование священной войны для распространения своей веры. Вместо этого он попытался вовлечь различные правительства в диалог; однако радикальный характер его претензий на пророчество мало что изменил в восприятии народа Ирана. По сей день бахаи представляют собой широко преследуемое меньшинство в Иране и других преимущественно мусульманских странах, поскольку их считают отступниками от ислама и сторонниками Запада и Израиля.

## Иран

### Правовой контекст
Конституция Персии (Ирана), разработанная во время иранской конституционной революции в 1906 году, заложила основу для институционализированного преследования бахаи . Хотя конституция была создана по образцу конституции Бельгии 1831 года, положения, гарантирующие свободу вероисповедания, были опущены. Последующее законодательство обеспечило некоторое признание зороастрийцев, евреев и христиан как равных граждан в соответствии с законодательством штата, но оно не гарантировало свободу религии и «предоставило беспрецедентные институциональные полномочия клерикальному истеблишменту».
Исламская Республика Иран, созданная после иранской революции, признаёт четыре религии, статус которых формально защищён: зороастризм, иудаизм, христианство и ислам. В соответствии с иранским законодательством к представителям первых трёх религий меньшинства применяется особое обращение. Например, их членам разрешено употреблять алкоголь, а представителям нескольких общин меньшинств гарантированы места в парламенте.
Однако религиозная свобода в Иране далека от абсолютной. Отказ от ислама (отступничество) запрещён, поскольку как новообращенным, так и миссионерам грозит тюремное заключение. Те, кто хочет создать новую религиозную группу (будь то мусульманин или нет), сталкиваются с серьёзными ограничениями.
Вера Бахаи сталкивается с дополнительным юридическим ограничением. Законодательство Ирана признаёт мусульманами всех тех, кто признаёт существование Бога и пророчество Мухаммеда. Бахаи принимают обе эти заповеди; однако бахаи признают Баба и Бахауллу дополнительными посланниками, появившимися после Мухаммеда. Мусульмане, с другой стороны, утверждают окончательность откровения Мухаммеда. Таким образом, иранское законодательство рассматривает бахаи как «еретиков», а не как членов независимой религии, которыми они на самом деле являются.
Другие непризнанные иранские религиозные меньшинства включают Ахл-е Хакк, мандеев и азалитов. По данным правительства Ирана, немусульмане составляют менее 1 % населения Ирана. (См. Религия в Иране.)